# كين ماير
كين ماير (بالإنجليزية: Ken Meyer)‏ هو لاعب كرة قدم أمريكية أمريكي، ولد في 14 يوليو 1926، وتوفي في 14 أغسطس 2016.